# Valentyna Karpenko
Valentyna Karpenko (em ucraniano:  Валентина Карпенко; Mykolaiv, 9 de dezembro de 1972) é uma ex-ciclista olímpica ucraniana. Karpenko representou sua nação nos Jogos Olímpicos de Verão de 2000 e 2004, ambos na prova de estrada.